# Pepín de Pría
José García Peláez (14 de diciembre de 1864 – 27 de diciembre de 1928) conocido como Pepín de Pría y Pin de Pría, fue uno de los escritores más destacados de la literatura en asturiano anterior al Surdimientu. 

## Elementos biográficos
José García Peláez nació el 14 de diciembre de 1864 en La Pesa, en la parroquia de Pría (Llanes). Era hijo de un maestro y a la semana de nacer quedó huérfano de madre. 
A los seis años se trasladó con la familia a Gijón y bien pronto comenzó a trabajar en una tejera y en la fábrica de loza. A los doce años dejó el trabajo para estudiar bachillerato y más tarde magisterio en la Escuela Normal.
Conoció una vida llena de dificultades económicas, cuanto más si se tiene en cuenta que tuvo 14 hijos, tras casarse con Florentina Argüelles en 1891. Ello le llevó a desempeñar varios oficios como empleado de banca, asegurador o viajante de comercio.
En 1896 emigró a La Habana y desde allí envió crónicas a la prensa asturiana sobre la vida en Cuba. A los pocos años volvió a Asturias e impulsó la escuela en algunos de los pueblos de los concejos de Gijón y Llanes. En esta época participó activamente en el ambiente cultural alrededor del Ateneo Obrero, las agrupaciones musicales obreras y la prensa. Políticamente estaba próximo al republicanismo federal y apoyó el proceso de reivindicación regionalista.
En sus últimos años volvió a Llanes, donde trabajó de labrador. Murió en Nueva, el 27 de diciembre de 1928.

## Obra
José García Peláez empezó a firmar sus textos con el sobrenombre de Pepín (o Pin) de Pría en 1901. En su obra se pueden separar tres elementos: los artículos de prensa (en español), la producción teatral y la poesía lírica. También se sabe que estuvo trabajando en la elaboración de un diccionario de asturiano, que no se conserva.
Como periodista, apareció en muchas en publicaciones como El Noroeste o El Comercio de Gijón, La Atalaya de Ribadesella y El Oriente de Asturias y La Ley de Dios (que llegó a dirigir) en Llanes. 
Como autor de obras de teatro costumbrista en verso fue un autor popular. Entre sus obras destacan ¡A L’Habana! (1895), ¡El diañu de los microbios! (1914) y otras inéditas como El Curín, Venta quita renta, L'estudiante de Tueya, La hespiciana, La cruz del camín rial, Pepín l'afrancesáu o Xixón en 1808 y Alma virxen.
Sin embargo, la crítica valora a Pepín de Pría como uno de los principales poetas líricos en asturiano. Sus principales obras poéticas son Nel y flor (publicada en 1925 por suscripción popular) y La Fonte’l cai, obra póstuma, publicada en 1984, aunque algunos fragmentos aparecieron en vida del autor, por entregas, en la prensa de la época.